# Teratomyrmex greavesi
Teratomyrmex greavesi är en myrart som beskrevs av Mcareavey 1957. Teratomyrmex greavesi ingår i släktet Teratomyrmex och familjen myror. Inga underarter finns listade i Catalogue of Life.

## Bildgalleri

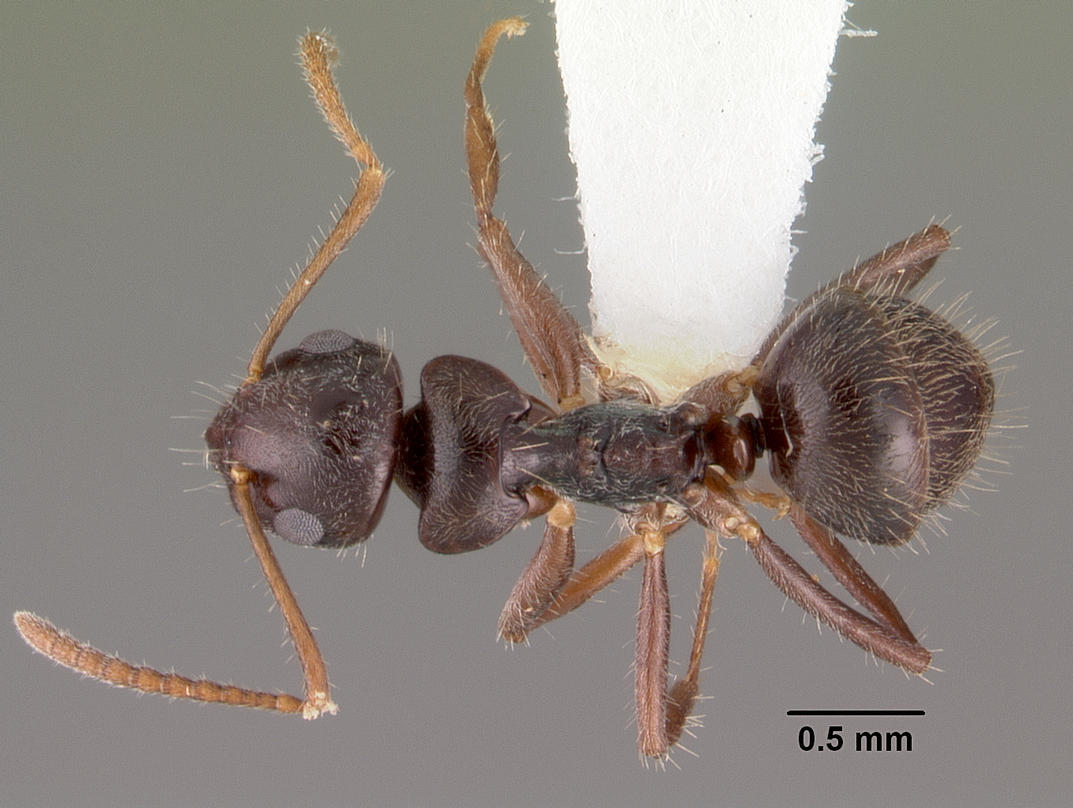
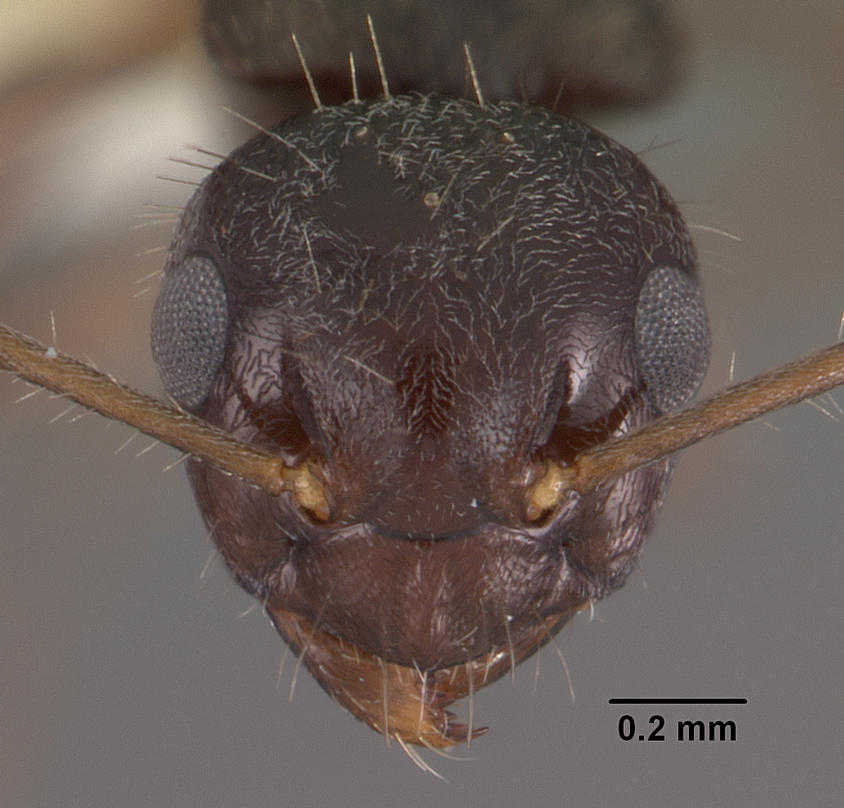
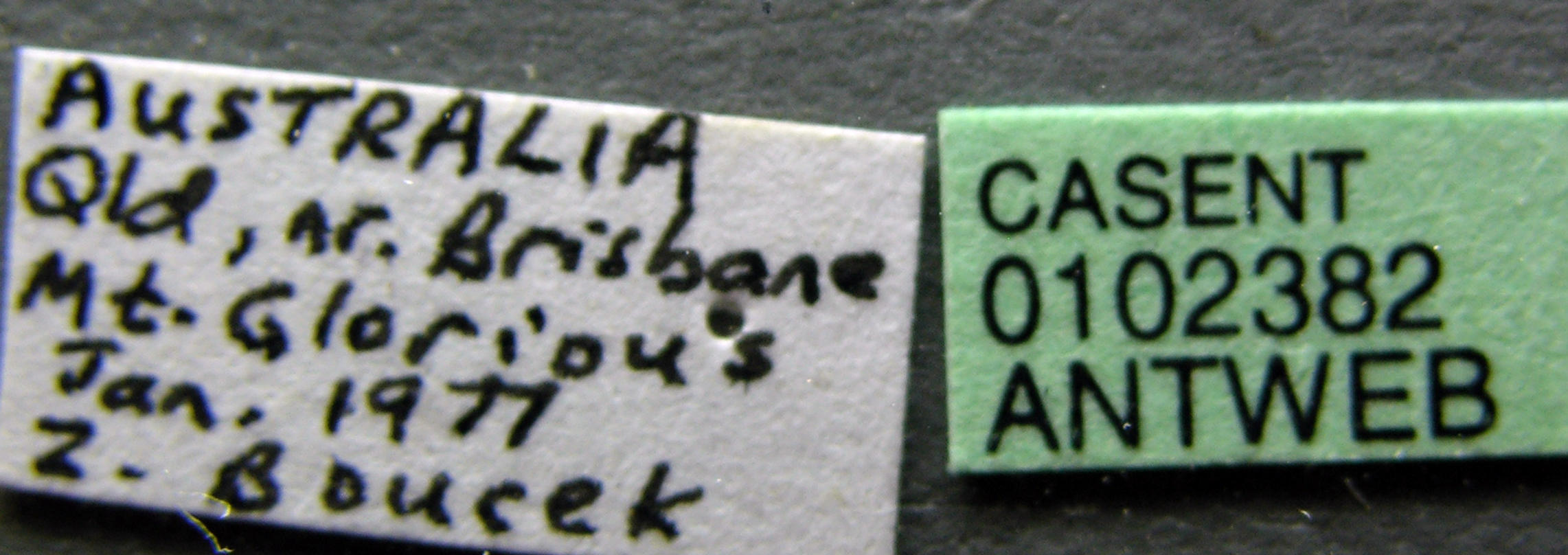
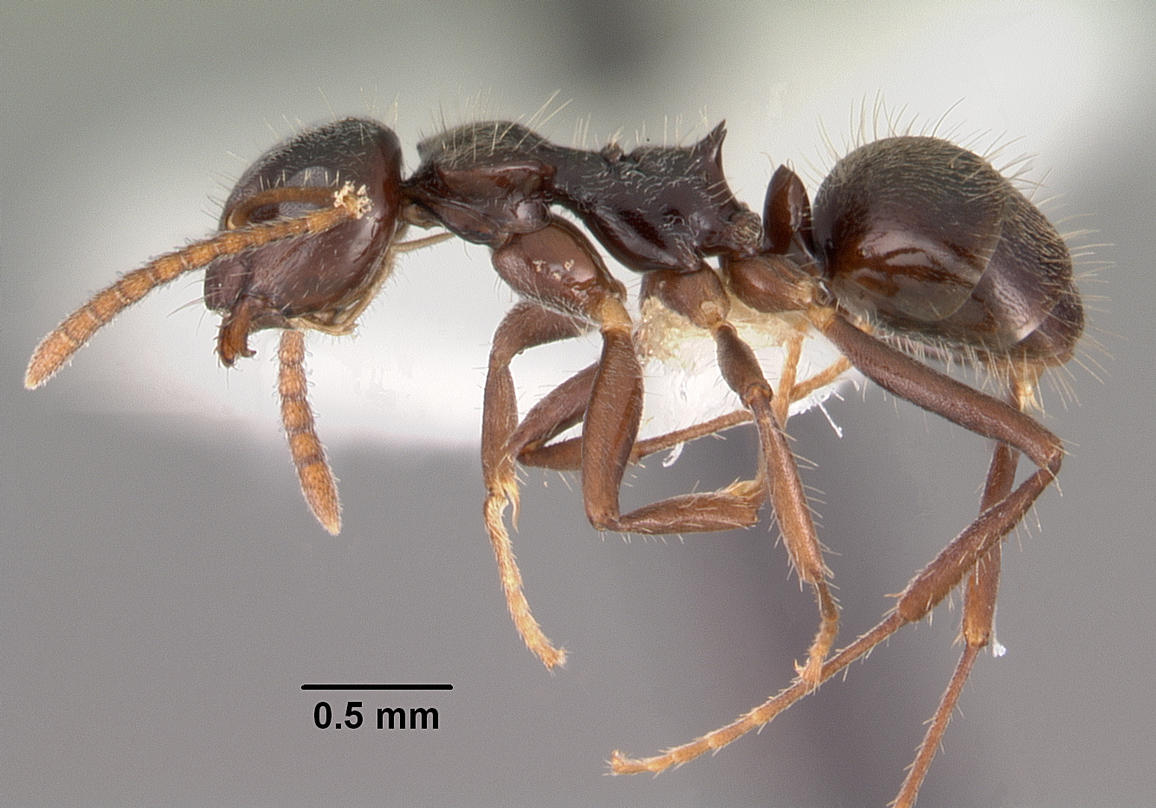
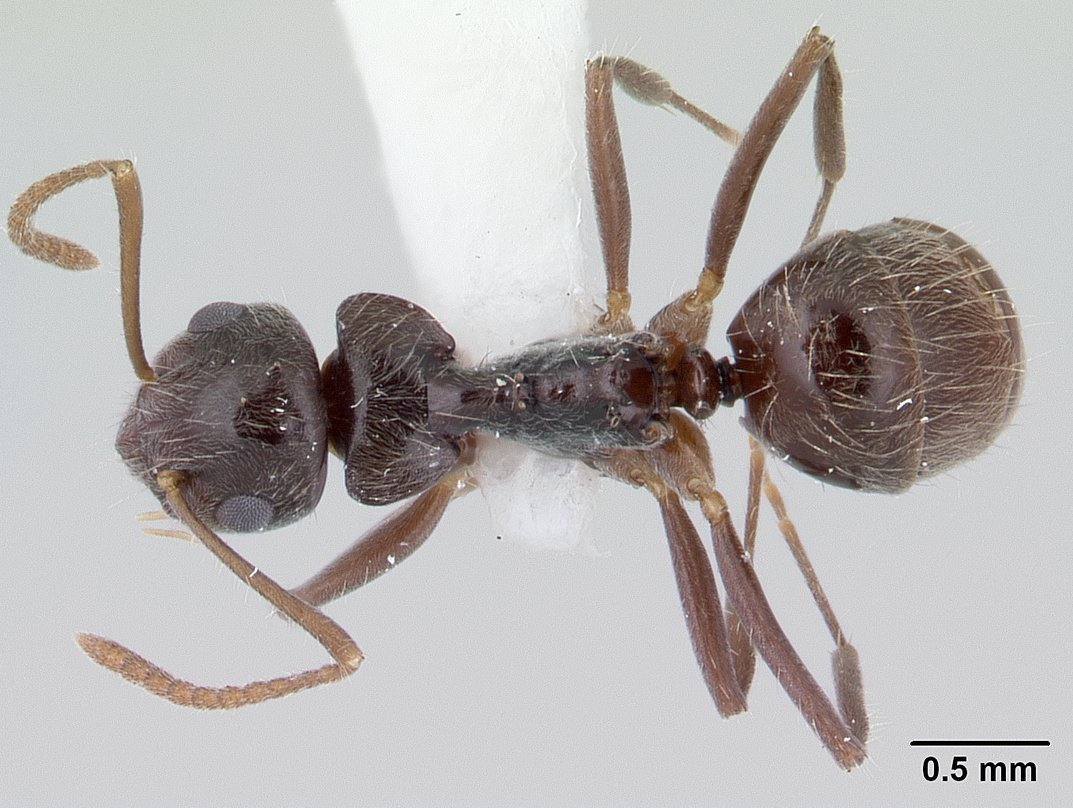
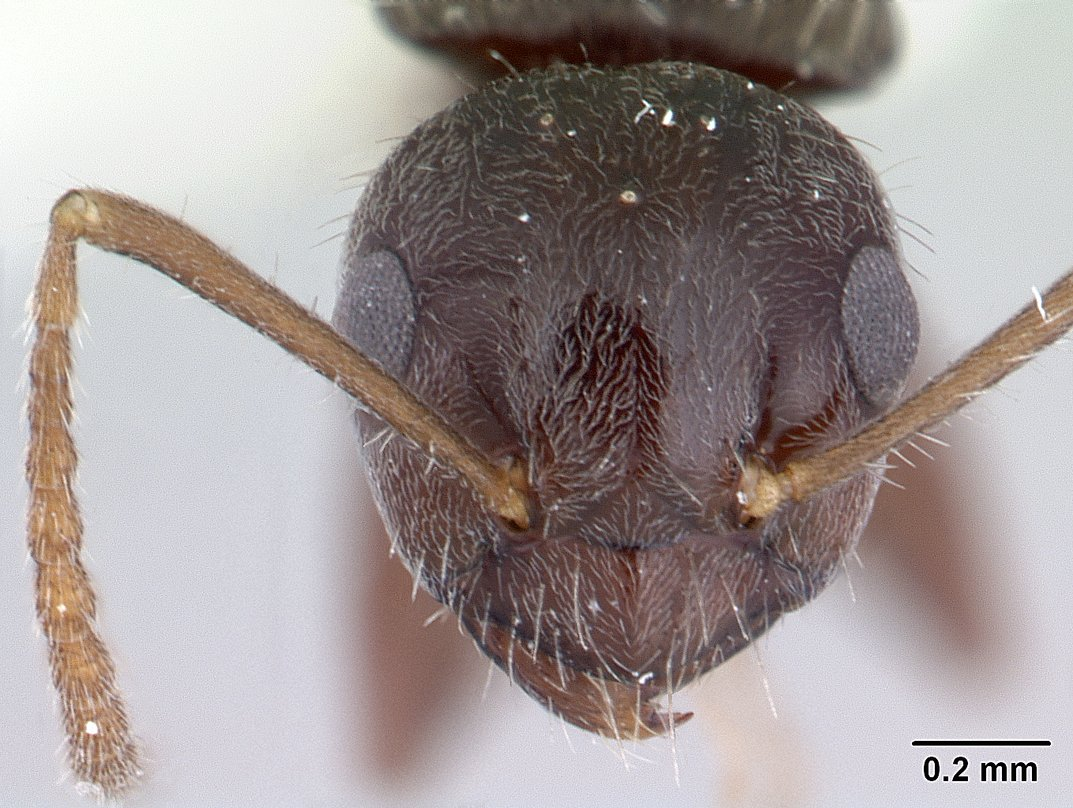